# Nguyễn Thị Ánh Viên
Nguyễn Thị Ánh Viên, född 9 november 1996, är en vietnamesisk simmare. 
Ánh Viên tävlade i två grenar för Vietnam vid olympiska sommarspelen 2012 i London, där hon blev utslagen i försöksheatet på både 200 meter ryggsim och 400 meter medley. Vid olympiska sommarspelen 2016 i Rio de Janeiro blev Ánh Viên utslagen i försöksheatet på 400 meter frisim, 200 meter medley och 400 meter medley.